# Jasper Ünal
Jasper Ünal (Aalst, 3 juli 2003) is een Belgisch basketballer.

## Carrière
Ünal speelde in de jeugd van Basket VW Thoen Aalst, BBC Erembodegem, Okapi Aalst, BBC Falco Gent en KGBO Basket@Sea. In 2022 keerde hij terug naar BBC Falco Gent. In het seizoen 2023/24 speelde hij op dubbele licentie bij Okapi Aalst en maakte hij zijn debuut in de BNXT League en speelde twaalf wedstrijden met de eerste ploeg. Ook voor het seizoen 2024/25 werd hij op dubbele licentie naar Okapi Aalst gestuurd.
Hij maakte in de zomer van 2025 de definitieve overstap naar Okapi Aalst.

### Nationale ploeg
Ünal speelde voor de nationale jeugdploegen.